# Miikka Kiprusoff
Miikka Sakari Kiprusoff (* 26. Oktober 1976 in Turku) ist ein ehemaliger finnischer Eishockeytorwart. Er begann seine Karriere in seiner Heimatstadt beim TPS Turku und gewann mit dem Team 1995 und 1999 die finnische Meisterschaft. Anschließend bestritt er zwischen 2000 und 2013 über 600 Partien für die San Jose Sharks und Calgary Flames in der National Hockey League (NHL). Den Großteil davon war er für die Flames aktiv, in deren Trikot er 2006 mit der Vezina Trophy sowie der William M. Jennings Trophy als bester Torhüter der Liga ausgezeichnet wurde. Bei dem Team hält er alle wesentlichen Franchise-Rekorde auf seiner Position, sodass seine Trikotnummer 34 seit März 2024 nicht mehr vergeben wird. Mit der finnischen Nationalmannschaft gewann er unter anderem die Silbermedaillen bei den Weltmeisterschaften 1999 und 2001 sowie dem World Cup of Hockey 2004 und eine Bronzemedaille bei den Olympischen Winterspielen 2010.

## Karriere
Bei den Junioren-Weltmeisterschaften 1995 gehörte er zum Kader von Team Finnland und wurde noch im gleichen Jahr von den San Jose Sharks in der fünften Runde an Nummer 116 beim NHL Entry Draft 1995 gezogen. Erste Profierfahrung sammelte Kiprusoff, der gerne finnische Rockmusik hört, bei AIK in der schwedischen Elitserien und bei TPS Turku in der finnischen SM-liiga, wo er 1999 zum besten Torhüter der Liga und zum besten Spieler der Play-offs ausgezeichnet wurde. Anschließend durfte er sich zwei Jahre lang bei den Kentucky Thoroughblades in der American Hockey League beweisen. Sein NHL-Debüt für die San Jose Sharks gab Kiprusoff am 24. Oktober 2000 gegen die Carolina Hurricanes. Auf seinen ersten NHL-Sieg musste er aber noch einige Zeit warten. Erst am 29. März 2001, nachdem er zwischenzeitlich wieder in die Minor League geschickt worden war, durfte er diesen gegen die Mighty Ducks of Anaheim feiern.

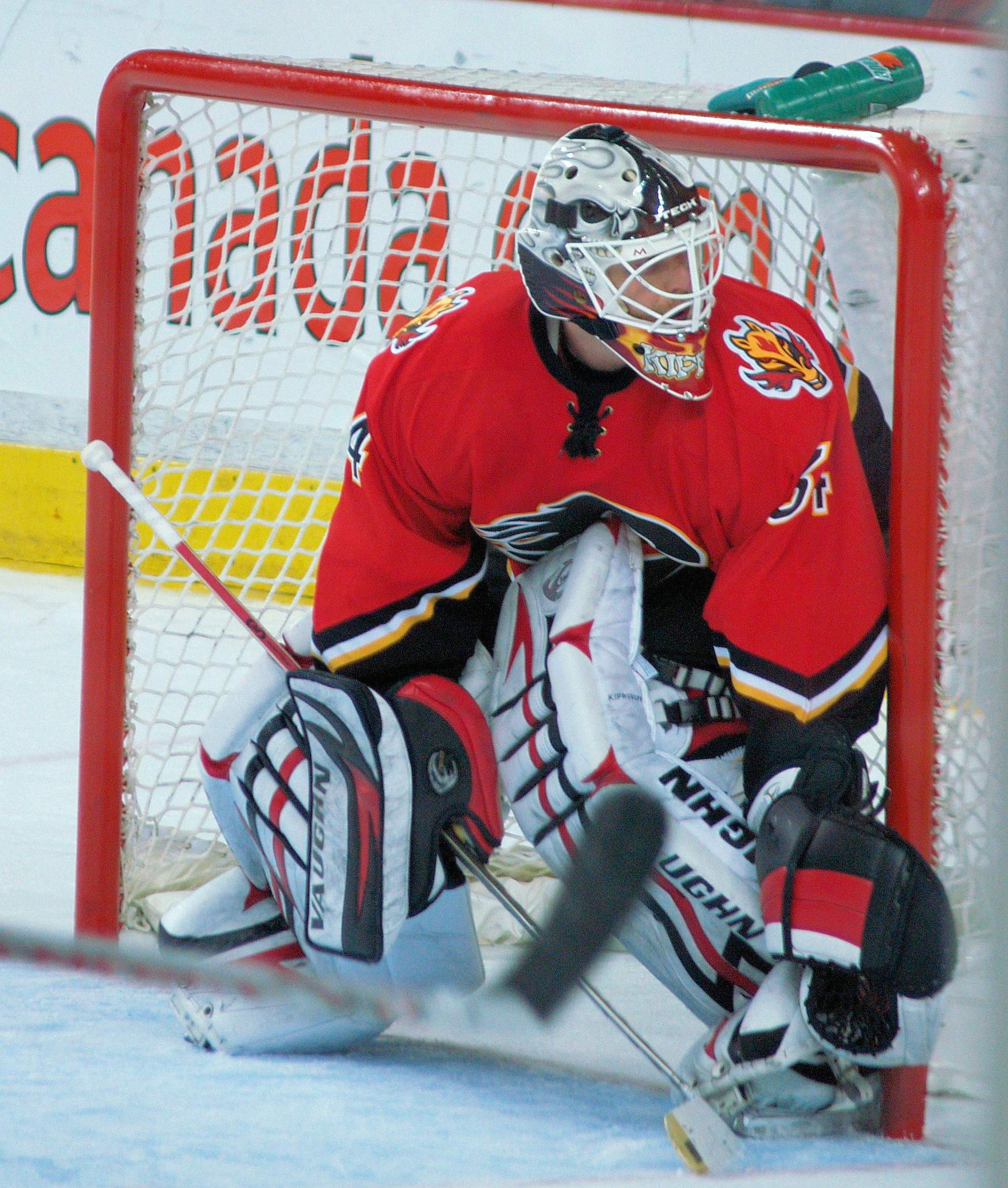
Kiprusoff im Dress der Calgary Flames

Auch in den folgenden zwei Spielzeiten lief es für den Finnen nicht so gut in Kalifornien. So war es ein Glücksgriff für ihn und seinem kommenden Arbeitgeber die Flames, dass sich diese am 16. November 2003 mit den Sharks auf einen Tausch einigten. San Jose gab Kiprusoff ab und erhielt hierfür ein Zweitrunden-Wahlrecht für den NHL Entry Draft 2005. Mit einem Gegentorschnitt von nur 1,69 stellte Kiprusoff in der Saison 2003/04 einen neuen NHL-Rekord auf, verdrängte Calgarys damaligen Stammtorwart Roman Turek auf die Ersatzbank, und schaffte mit den Flames den Einzug in das Stanley-Cup-Finale 2004. Außerdem wurde er für die Vezina Trophy nominiert, die an den herausragenden Goalie der Saison vergeben wird. Da die darauffolgende Saison 2004/05 aufgrund des Lockouts ausfiel, spielte Kiprusoff in der Spielzeit bei Timrå IK in der schwedischen Liga. In der Saison 2005/06 herrschte wieder normaler Spielbetrieb in der NHL, allerdings scheiterte Kiprusoff mit seinem Team in der ersten Runde der Play-offs. Erneut wurde er für die Vezina Trophy nominiert und diesmal bekam er sie auch. Er wurde zusätzlich noch für die Hart Memorial Trophy nominiert, die an den herausragenden Spieler der Saison vergeben wird. Eine Ehrung hatte er schon vorher sicher: Die William M. Jennings Trophy für den Torhüter mit den wenigsten Gegentreffern.
Die folgende Saison 2006/07 begann für Kiprusoff mit unkonstanten Leistungen und mit lediglich vier Siegen aus den ersten zwölf Begegnungen. Im Saisonverlauf steigerte sich der Torwart und knüpfte annähernd an die vorhergehende Spielzeit an, sodass er im Januar 2007 erstmals fürs NHL All-Star Game nominiert wurde. Am 27. März 2007 gelang ihm sein 21. Shutout für die Calgary Flames und brach dadurch den bisherigen Franchiserekord von Dan Bouchard. Die Saison 2006/07 beendete der Finne mit 40 Siegen aus 74 Begegnungen. Im Oktober 2007 wurde sein Kontrakt bei den Flames um sechs Jahre verlängert, der ihm rund 35 Millionen US-Dollar garantiert. Nach zwei etwas schwächeren Spielzeiten, in denen Kiprusoff eine Fangquote von rund 90,5 Prozent erreichte, knüpfte er in der Saison 2009/10 wieder an die Leistungen vor vier, fünf Jahren an und war mit einer Fangquote von 92 Prozent ein sicherer Rückhalt des Teams aus Calgary, die erstmals seit 2003 die Playoffs verpassten. Am 20. Februar 2011 gelang ihm beim NHL Heritage Classic der erste Shutout eines Torhüters bei einem Freiluft-Eishockeyspiel in der National Hockey League.
Nach der Saison 2012/13 beendete er seine aktive Karriere, in der er insgesamt 623 NHL-Partien bestritten hatte. Zugleich hält er seither zahlreiche Franchise-Rekorde bei den Calgary Flames, unter anderem für die meisten Spiele (576), Siege (305) und Shutouts (41). Im März 2024 sperrten die Calgary Flames seine Trikotnummer 34, sodass diese seither nicht mehr vergeben wird.

### International
Sein größter Erfolg mit der finnischen Nationalmannschaft war der Gewinn der Silbermedaille bei den Weltmeisterschaften 1999 und 2001 sowie der zweite Platz beim World Cup of Hockey 2004. Außerdem nahm er mit der finnischen Auswahl an den Olympischen Winterspielen 2010 teil und gewann die Bronzemedaille. Als Juniorenspieler hatte er sein Heimatland bei der U18-Junioren-Europameisterschaft 1994 vertreten und war später auch bei den Junioren-Weltmeisterschaften 1995 und 1996 zum Einsatz gekommen.

## Erfolge und Auszeichnungen

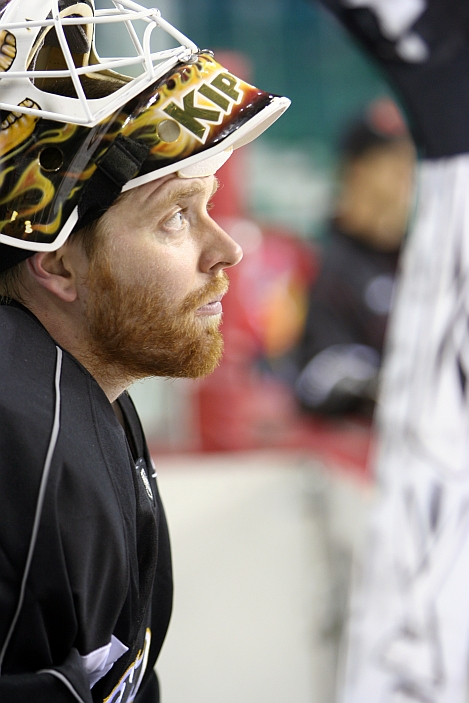
Miikka Kiprusoff mit hochgezogenem Helm

| - 1995 Finnische Meisterschaft mit dem TPS Turku - 1999 Finnische Meisterschaft mit dem TPS Turku - 1999 Jari-Kurri-Trophäe - 1999 Urpo-Ylönen-Trophäe - 2000 Teilnahme am AHL All-Star Classic - 2001 Teilnahme am AHL All-Star Classic - 2003 NHL-Defensivspieler des Monats Dezember | - 2006 William M. Jennings Trophy - 2006 Vezina Trophy - 2006 NHL First All-Star Team - 2007 Teilnahme am NHL All-Star Game - 2016 Aufnahme in die Finnische Eishockey-Ruhmeshalle - 2024 Sperrung der Trikotnummer 45 durch die Calgary Flames |

### International
- 1999 Silbermedaille bei der Weltmeisterschaft
- 2001 Silbermedaille bei der Weltmeisterschaft
- 2004 2. Platz beim World Cup of Hockey
- 2010 Bronzemedaille bei den Olympischen Winterspielen

## NHL-Statistik
(Legende zur Torhüterstatistik: GP oder Sp = Spiele insgesamt; W oder S = Siege; L oder N = Niederlagen; T oder U oder OT = Unentschieden oder Overtime- bzw. Shootout-Niederlage; Min. = Minuten; SOG oder SaT = Schüsse aufs Tor; GA oder GT = Gegentore; SO = Shutouts; GAA oder GTS = Gegentorschnitt; Sv% oder SVS% = Fangquote; EN = Empty Net Goal; 1 Play-downs/Relegation; Kursiv: Statistik nicht vollständig)